# Robert Vaughn
Robert Francis Vaughn (New York, 22 november 1932 - Ridgefield (Connecticut), 11 november 2016) was een Amerikaans acteur, die meer dan 200 film- en tv-rollen vertolkte. Vaughn was sinds het midden van de jaren vijftig actief. Zijn werk als regisseur bleef beperkt tot twee afleveringen van televisieseries.
Een bekende rol van Vaughn is die van Napoleon Solo in de actieserie The Man from U.N.C.L.E.. Hij speelde belangrijke rollen in films als The Magnificent Seven, Bullitt, The Bridge at Remagen, The Towering Inferno en Superman III. Voor zijn rol als oorlogsveteraan in The Young Philadelphians kreeg hij in 1961 een nominatie voor zowel een Oscar als een Golden Globe in de categorie 'Best supporting actor'. Sinds 1998 heeft hij een ster op de Hollywood Walk of Fame.
Naast acteur was hij ook academicus. Hij promoveerde in 1972 tot doctor aan de University of Southern California op een proefschrift over de uitsluiting van acteurs die onder het Mccarthyisme rond 1950 verdacht werden van communistische sympathieën.
Vaughn overleed in 2016 op 83-jarige leeftijd in zijn woonplaats Ridgefield in Connecticut aan acute leukemie.

## Leven en werk

### Jeugd en studie
Robert Vaughn werd in 1932 geboren in New York en kwam uit een artistiek nest. Zijn moeder Marcella was actrice aan het toneel en zijn vader Gerald werkte als acteur voor de radio. Na de scheiding van zijn ouders woonde Vaughn bij zijn grootouders in Minneapolis, terwijl zijn moeder door het land op tournee was. Na zijn middelbareschooltijd aan de North High School ging Vaughn journalistiek studeren aan de University of Minnesota. Al na een jaar stopte hij met zijn studie en ging bij zijn moeder in Los Angeles wonen, waar hij theaterwetenschap ging studeren aan het Los Angeles State College of Applied Arts and Sciences. Hij behaalde er zijn master.

### De jaren vijftig
Op 21 november 1955 debuteerde Vaughn als acteur op televisie in een kleine rol in de aflevering 'Black Friday' van de tv-serie Medic. Al snel volgden meer rollen in tv-series zoals de westernserie Frontier Doctor. Zijn filmdebuut was als figurant in het Bijbelspektakel The Ten Commandments in 1956. Vaughn is te zien in de scène waar de menigte het Gouden kalf aanbidt. Het duurde niet lang voordat zijn naam in de aftiteling was te zien: dat was in de western Hell’s Crossroads uit 1957. Hij speelde de rol van Bob Ford, de moordenaar van outlaw Jesse James. Intussen speelde Vaugh ook toneel. Acteur Burt Lancaster zag hem spelen in End as a Man van Calder Willingham. Niet lang daarna tekende Vaughn een contract bij de filmmaatschappij van Lancaster, maar voordat hij zijn eerste rol kon spelen, werd hij opgeroepen voor het leger. Hij diende zijn diensttijd uit en bracht het tot sergeant. Hij speelde in nog enkele films en maakte grote indruk door zijn rol als oorlogsveteraan Chester A. Gwynn in The Young Philadelphians. Hij kreeg er een Oscar-nominatie voor in de categorie 'Best supporting actor'.

### De jaren zestig
In 1960 was Vaughn een van de zeven revolverhelden in The Magnificent Seven, een adaptatie van de film Seven Samurai (1954) van Akira Kurosawa. Vaughn’s medespelers waren Yul Brynner, Eli Wallach, Horst Buchholz, Steve McQueen, Charles Bronson en James Coburn. De film was een groot succes en vrijwel alle acteurs zouden uitgroeien tot supersterren in de jaren zestig en zeventig. Hoewel Vaughn de film trouw bleef, bleef hij ook spelen in tv-series. In het seizoen 1963-1964 kreeg hij de rol van kapitein Raymond Rambridge in de tv-serie The Lieutenant, maar hij was niet tevreden met zijn kleine aandeel en verzocht om uitbreiding naar een meer complexe rol. Tijdens de onderhandelingen werd hem een nieuw aanbod gedaan voor de hoofdrol van Napoleon Solo in The Man from U.N.C.L.E.. Tussen 1964-1968 speelde Vaughn samen met de Schotse acteur David McCallum (Illya Kuryakin) in deze iconische spionageserie. Hij werd beroemd over de hele wereld, tot achter het toenmalige IJzeren Gordijn. Vaughn bleef ook in films acteren en werd in 1968 genomineerd voor een BAFTA Award voor zijn rol in Bullit.

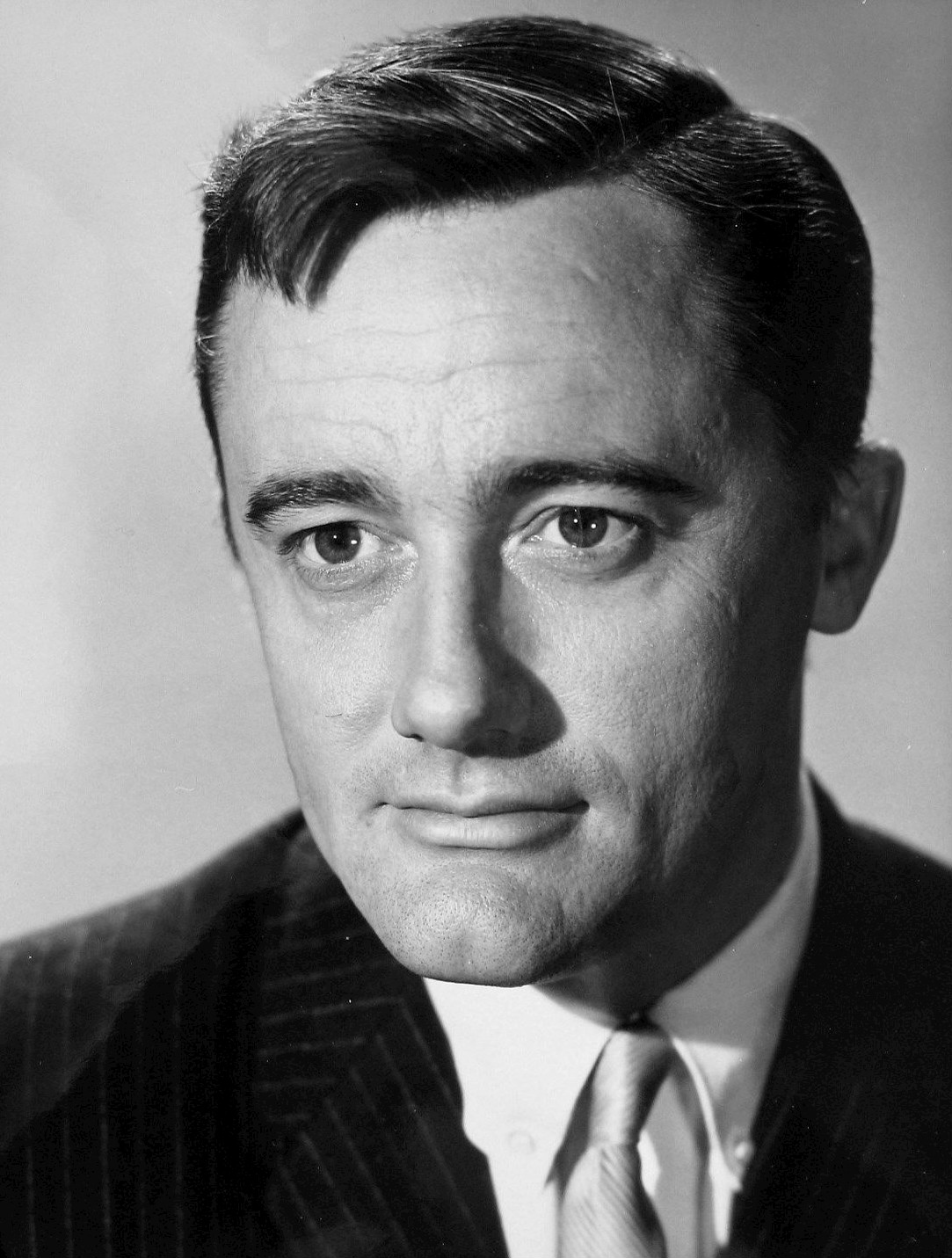
Vaughn in The Man From U.N.C.L.E.

### De jaren zeventig, tachtig en negentig
Toch speelde Vaughn in de jaren na The Man from U.N.C.L.E. voornamelijk in televisiefilms en –series en in B-films. Waardering was er wel. Voor zijn rol als Frank Flaherty in Washington: Behind Closed Doors uit 1977 kreeg hij een Emmy Award. Hij kreeg de hoofdrol in de Britse detectiveserie The Protectors. Zijn oude vriend George Peppard haalde Vaughn in het laatste seizoen van The A-Team binnen. Hij oogstte veel waardering voor de rol van superschurk Ross Webster in Superman III, maar daar stonden films tegenover als de zombiefilm Chud II.

### De 21e eeuw
In 2004 kreeg Vaughn een grote rol in de Britse serie Hustle over een groepje oplichters met een gouden hart. Vaughn speelde Albert Stroller, het oudste en meest ervaren teamlid. De serie was ook een groot succes in de VS. Vaughn was in alle acht seizoenen van de serie te zien. In 2012 was hij enkele weken te zien als Milton in de langlopende Britse soapserie Coronation Street.
In 2008 publiceerde Vaughn zijn memoires A Fortunate Life.
In de loop van zijn carrière heeft Vaughn ook in diverse toneelproducties gestaan, al valt dit kwantitatief in het niet bij zijn lange lijst van film- en televisierollen. Zijn laatste optredens waren in 2013-2014 in Engeland, waarbij hij Jurylid #9 (McCardie) speelde in Twelve Angry Men van Reginald Rose, zowel in Birmingham als in het Londense West End.

## Huwelijk
Robert Vaughn huwde actrice Linda Staab op 29 juni 1974 in Beverly Hills. Ze kenden elkaar sinds zij in 1973 had gespeeld in een aflevering van de Britse serie The Protectors waarin hij de hoofdrol had. Het echtpaar adopteerde twee kinderen, Cassidy en Caitlin.

## Filmografie
- Coronation Street (2012) - Milton Fanshaw
- The Verdict (televisiefilm, 2008) - Lucius
- Hustle televisieserie - Albert Stroller (42 afl., 2004-2012)
- Family of the Year Televisieserie - Monty Holloway (Afl. onbekend, 2007)
- Law & Order: Special Victims Unit televisieserie - Tate Speer (Afl., Clock, 2006)
- Gang Warz (2004) - Chief Hannigan
- 2BPerfectlyHonest (2004) - Nick
- Scene Stealers (2004) - Dr. Gadsden Braden
- The Warrior Class (2004) - Braddock
- Hoodlum & Son (2003) - Benny 'The Bomb' Palladino
- Happy Hour (2003) - Tulley Sr.
- Cottonmouth (2002) - Judge Mancini
- Pootie Tang (2001) - Dick Lecter
- The Magnificent Seven televisieserie - Judge Oren Travis (6 afl., 2 keer 1998, 2 keer 1999, 2 keer 2000)
- Motel Blue (1999) - Chief MacIntyre
- The Sentinel televisieserie - Vince Deal (Afl., The Real Deal, 1999)
- Recess televisieserie - Mr. White (Afl., The Story of Whomps, 1999)
- BASEketball (1998) - Baxter Cain
- The Sender (1998) - Ron Fairfax
- Law & Order televisieserie - Carl Anderton (Afl., Burned, 1997|Bad Girl, 1998|Monster, 1998)
- The Nanny televisieserie - James Sheffield (Afl., Me and Mrs. Joan, 1996|Immaculate Conception, 1998)
- Host (televisiefilm, 1998) - Adam Spring
- McCinsey's Island (1998) - Walter Denkins
- Diagnosis Murder televisieserie - Alexander Drake (Afl., Discards, 1997)
- An American Affair (1997) - Prof. Michaels
- Vulcan (1997) - Baxter
- One Life to Live televisieserie - Bishop Corrington (Afl. onbekend, 1996)
- Milk & Money (1996) - Uncle Andre
- Diagnosis Murder televisieserie - Bill Stratton (Afl., Murder, Murder, 1996)
- Walker, Texas Ranger televisieserie - Dr. Stewart Rizor (Afl., Plague, 1996)
- Joe's Apartment (1996) - Senator Dougherty
- Menno's Mind (1996) - Senator Zachary Powell
- Visions (1996) - Agent Silvestri
- As the World Turns televisieserie - Rick Hamlin (Afl. onbekend, 1995)
- Dancing in the Dark (televisiefilm, 1995) - Dennis Forbes
- Burke's Law televisieserie - William Shane (Afl., Who Killed the Movie Mogul?, 1995)
- Escape to Witch Mountain (televisiefilm, 1995) - Edward Bolt
- Kung Fu: The Legend Continues televisieserie - Rykker (Afl., Dragonswing, 1993|Dragonswing II, 1994)
- Sirens televisieserie - Ned Whelan (Afl., Farewell to Arms, 1994)
- Dust to Dust (1994) - Mayor Sampson Moses
- W.S.H. (televisiefilm, 1994) - Rol onbekend
- Danger Theatre televisieserie - Presentator (Afl. onbekend, 1993)
- Witch Academy (1993) - The Devil
- Lincoln (televisiefilm, 1992) - Isaac Arnold (Stem)
- Tracks of Glory (Mini-serie, 1992) - Mr. Morris
- Tatort televisieserie - Colonel Gavron (Afl., Camerone, 1992)
- Murder, She Wrote televisieserie - Charles Winthrop (Afl., The Witch's Curse, 1992)
- Blind Vision (1992) - Mr. X
- Love at First Sight televisieserie - Harry Winfield (1991)
- Dark Avenger (televisiefilm, 1990) - Commissioner Peter Kinghorn
- Perry Mason: The Case of the Defiant Daughter (televisiefilm, 1990) - Jay Corelli
- Buried Alive (1990) - Gary
- Going Under (1990) - Wedgewood
- Transylvania Twist (1990) - Lord Byron Orlock
- River of Death (1989) - Wolfgang Manteuffel
- Hunter televisieserie - Deputy Chief Curtis Moorehead (Afl., City Under Siege: Part 1, 2 & 3, 1989)
- Murder, She Wrote televisieserie - Edwin Chancellor (Afl., The Grand Old Lady, 1989)
- That's Adequate (1989) - Adolf Hitler
- Nobody's Perfect (1989) - Dr. Duncan
- The Emissary (1989) - Ambassador McKay
- Brutal Glory (Video, 1989) - Max Owen
- C.H.U.D. II - Bud the Chud (1989) - Colonel Masters
- The Ray Bradbury Theater televisieserie - Huxley (Afl., The Fruit at the Bottom of the Bowl, 1988)
- Captive Rage (1988) - Eduard Delacorte
- Renegade (1987) - Lawson
- Nightstick (televisiefilm, 1987) - Ray Melton
- Desperado (televisiefilm, 1987) - Sheriff John Whaley
- Hour of the Assassin (1987) - Sam Merrick
- Skeleton Coast (1987) - Col. Schneider
- Killing Birds - uccelli assassini (1987) - Dr. Fred Brown
- The A-Team televisieserie - General Hunt Stockwell (13 afl., 1986-1987)
- Stingray televisieserie - Nameless Master Villain (Afl., Abnormal Psych, 1986)
- The Delta Force (1986) - Gen. Woodbridge
- Prince of Bel Air (televisiefilm, 1986) - Stanley Auerbach
- Murrow (televisiefilm, 1986) - President Franklin D. Roosevelt
- Black Moon Rising (1986) - Ed Ryland
- International Airport (televisiefilm, 1985) - Captain Powell
- Murder, She Wrote televisieserie - Gideon Armstrong (Afl., Murder Digs Deep, 1985)
- Private Sessions (televisiefilm, 1985) - Oliver Coles
- Evergreen (Mini-serie, 1985) - John Bradford
- The Hitchhiker televisieserie - Dr. Christopher Hamilton (Afl., Face to Face, 1984)
- The Last Bastion (Mini-serie, 1984) - Gen. Douglas MacArthur
- Emerald Point N.A.S. televisieserie - Harlan Adams (Afl. onbekend, 1983-1984)
- Hotel televisieserie - Troy (Afl., Charades, 1983)
- Veliki transport (1983) - Lekar
- Superman III (1983) - Ross Webster
- The Return of the Man from U.N.C.L.E. (televisiefilm, 1983) - Napoleon Solo
- Intimate Agony (televisiefilm, 1983) - Dave Fairmont
- Silent Reach (Mini-serie, 1983) - Steven Sinclair
- The Blue and the Grey (Mini-serie, 1982) - Sen. Reynolds
- Inside the Third Reich (televisiefilm, 1982) - Field Marshal Milch
- A Question of Honor (televisiefilm, 1982) - Frederick Walker
- The Day the Bubble Burst (televisiefilm, 1982) - Richard Whitney
- Fantasies (televisiefilm, 1982) - Girard
- FDR: That Man in the White House (televisiefilm, 1982) - Franklin Delano Roosevelt
- S.O.B. (1981) - David Blackman
- The Love Boat televisieserie - Charlie Paris (Afl., A Model Marriage/This Year's Model/Original Sin/Vogue Rogue/Too Clothes for Comfort: Part 1 & 2, 1981)
- Trapper John, M.D. televisieserie - T.K. Sheldon (Afl., Girl Under Glass: Part 1 & 2, 1980)
- Battle Beyond the Stars (1980) - Gelt
- Hangar 18 (1980) - Gordon Cain
- Day of Resurrection (1980) - Senator Barkley
- City in Fear (televisiefilm, 1980) - Harrison Crawford III
- The Gossip Columnist (televisiefilm, 1980) - Mark Case
- Doctor Franken (televisiefilm, 1980) - Dr. Arno Franken
- Cuba Crossing (1980) - Hud
- Mirror, Mirror (televisiefilm, 1979) - Michael Jacoby
- The Rebels (televisiefilm, 1979) - Seth McLean
- Good Luck, Miss Wyckoff (1979) - Dr. Neal
- Backstairs at the White House (Mini-serie, 1979) - President Woodrow Wilson
- Hawaii Five-O televisieserie - Rolande (Afl., The Spririt Is Willie, 1979)
- Brass Target (1978) - Col. Donald Rogers
- Greatest Heroes of the Bible (Mini-serie, 1978) - Darius
- Centennial (Mini-serie, 1978) - Morgan Wendell
- The Islander (televisiefilm, 1978) - Sen. Gerald Stratton
- The Lucifer Complex (1978) - Glen Manning
- Starship Invasions (1977) - Prof. Allan Duncan
- Washington: Behind Closed Doors (Mini-serie, 1977) - Frank Flaherty
- The Feather and Feather Gang televisieserie - Rol onbekend (Afl., Murder at F-Stop II, 1977)
- Demon Seed (1977) - Proteus IV (Stem)
- Captains and the Kings (Mini-serie, 1976) - Charles Desmond
- Kiss Me, Kill Me (televisiefilm, 1976) - Edward Fuller
- Columbo: Last Salute to the Commodore (televisiefilm, 1976) - Charles 'Charlie' Clay
- Police Woman televisieserie - Lou Malik (Afl., Generation of Evil, 1976)
- Atraco en la jungla (1976) - Tony
- Jeune fille libre le soir (1975) - Stuart Chase
- Police Woman televisieserie - Andrew Simms (Afl., Blast, 1975)
- Columbo: Troubled Waters (televisiefilm, 1975) - Hayden Danziger
- The Towering Inferno (1974) - Sen. Gary Parker
- The Protectors televisieserie - Harry Rule (50 afl., 1972-1974)
- The Man from Independence (1974) - Harry S. Truman
- The Woman Hunter (televisiefilm, 1972) - Jerry Hunter
- Clay Pigeon (1971) - Neilson
- The Statue (1971) - Ray
- The Mind of Mr. Soames (1970) - Dr. Michael Bergen
- Julius Caesar (1970) - Casca
- The Bridge at Remagen (1969) - Maj. Paul Krüger
- If It's Tuesday, This Must Be Belgium (1969) - Antonio, fotograaf
- Bullitt (1968) - Walter Chalmers
- The Man from U.N.C.L.E. televisieserie - Napoleon Solo (105 afl., 1964-1968)
- How to Steal the World (1968) - Napoleon Solo
- The Venetian Affair (1967) - Bill Fenner
- The Girl from U.N.C.L.E. televisieserie - Napoleon Solo (Afl., The Mother Muffin Affair, 1966)
- The Glass Bottom Boat (1966) - Napoleon Solo (Niet op aftiteling)
- Please Don't Eat the Daisies televisieserie - Napoleon Solo (Afl., Say UNCLE, 1966)
- The Lieutenant televisieserie - Capt. Ray Rambridge (Afl. onbekend, 1963-1964)
- The Eleventh Hour televisieserie - St. Mark (Afl., The Silence of Good Men, 1963)
- The Caretakers (1963) - Jim Melford
- Pantomime Quiz televisieserie - Guest Panelist (Episode 29 juli 1963)
- 77 Sunset Strip televisieserie - Douglas Milinder (Afl., Your Fortune for a Penny, 1963)
- The Dick Van Dyke Show televisieserie - Jim Darling (Afl., It's a Shame She Married Me, 1963)
- The Untouchables televisieserie - Charlie Argos (Afl., The Charlie Argos Story, 1963)
- Boston Terrier (televisiefilm, 1963) - A. Dunster Lowell
- The Virginian televisieserie - Simon Clain (Afl., If You Have Tears, 1963)
- Empire televisieserie - Captain Paul Terman (Afl., No Small Wars, 1963)
- G.E. True televisieserie - Earl Rogers (Afl., Defendant Clarence Darrow, 1963)
- Bonanza televisieserie - Luke Martin (Afl., The Way Station, 1962)
- The Eleventh Hour televisieserie - Peter Warren (Afl., The Blues My Babe Gave to Me, 1962)
- Kraft Mystery Theater televisieserie - Rol onbekend (Afl., Death of a Dream, 1962)
- The Dick Powell Show televisieserie - A. Dunster Lowell (Afl., The Boston Terrier, 1962)
- Cain's Hundred televisieserie - Phillip Colerane (Afl., The Debasers, 1962)
- 87th Precinct televisieserie - Sordo (Afl., Heckler, 1961)
- Follow the Sun televisieserie - Albert (Afl., The Far Side of Nowhere, 1961)
- Target: The Corruptors televisieserie - Lace (Afl., To Wear a Badge, 1961)
- Tales of Wells Fargo televisieserie - Billy Brigode (Afl., Treasure Coach, 1961)
- Follow the Sun televisieserie - Ralph Borden (Afl., A Rage for Justice, 1961)
- Frontier Justice televisieserie - Billy Jack (Afl., A Gun Is for Killing, 1961)
- The Asphalt Jungle televisieserie - Warren W. Scott (Afl., The Scott Machine, 1961)
- The Big Show (1961) - Klaus
- The Aquanauts televisieserie - Wes Grayson (Afl., The Landslide Adventure, 1961)
- Thriller televisieserie - Dr. Frank Cordell (Afl., The Ordeal of Dr. Cordell, 1961)
- Stagecoach West televisieserie - Beaumont Butler Buell (Afl., Object: Patrimony, 1961)
- Wagon Train televisieserie - Roger Bigelow (Afl., The Roger Bigelow Story, 1960)
- The DuPont Show with June Allyson televisieserie - Dr. Collins (Afl., Emergency, 1960)
- Laramie televisieserie - Sandy Kayle (Afl., The Dark Trail, 1960)
- The Magnificent Seven (1960) - Lee
- Checkmate televisieserie - Abner Benson (Afl., Interrupted Honeymoon, 1960)
- The Man from Blackhawk televisieserie - Hayworth (Afl., Remember Me Not, 1960)
- Men Into Space televisieserie - Perry Holcomb (Afl., Moon Cloud, 1960)
- The Rebel televisieserie - Asa (Afl., Noblesse Oblige, 1960)
- Alcoa Theatre televisieserie - Lieutenant Dave Hutchins (Afl., The Last Flight Out, 1960)
- Westinghouse Desilu Playhouse televisieserie - Rol onbekend (Afl., Death of a Dream, 1960)
- Law of the Plainsman televisieserie - Ross Drake (Afl., The Innocents, 1959)
- Wichita Town televisieserie - Frank Warren (Afl., Passage to the Enemy, 1959)
- Alfred Hitchcock Presents televisieserie - Art (Afl., Dry Run, 1959)
- The Lineup televisieserie - Rol onbekend (Afl., Prelude to Violence, 1959)
- Riverboat televisieserie - Roger Mowbray (Afl., About Roger Mowbray, 1959)
- Law of the Plainsman televisieserie - Theodore Roosevelt (Afl., The Dude, 1959)
- The Young Philadelphians (1959) - Chester A. 'Chet' Gwynn
- Frontier Doctor televisieserie - Stan Gray (Afl., A Twisted Road, 1959)
- Playhouse 90 televisieserie - Earl Randolph (Afl., Made in Japan, 1959)
- Bronco televisieserie - Sheriff Lloyd Stover (Afl., Borrowed Glory, 1959)
- Zorro televisieserie - Miguel Roverto (Afl., Spark of Revenge, 1959)
- Good Day for a Hanging (1959) - Eddie 'The Kid' Campbell
- The Rifleman televisieserie - Marshal Dan Willard (Afl., The Apprentice Sheriff, 1958)
- Wagon Train televisieserie - Roy Pelham (Afl., The John Wilbot Story, 1958)
- Unwed Mother (1958) - Don Bigelow
- Jefferson Drum televisieserie - Shelly Poe (Afl., Return, 1958)
- Mike Hammer televisieserie - Hank Barlow (Afl., The Living Dead, 1958)
- Teenage Cave Man (1958) - The Symbol Maker's Teenage Son
- Panic! televisieserie - Rol onbekend (Afl., Double Identity, 1958)
- Dragnet televisieserie - Rol onbekend (Afl., The Big Pack Rat, 1958)
- Gunsmoke televisieserie - Andy Bowers (Afl., Romeo, 1957)
- Tales of Wells Fargo televisieserie - Billy the Kid (Afl., Billy the Kid, 1957)
- Playhouse 90 televisieserie - Steve Sprock (Afl., The Troublemakers, 1957)
- Zane Grey Theater televisieserie - Billy Jack (Afl., A Gun Is for Killing, 1957)
- No Time to Be Young (1957) - Buddy Root
- Hell's Crossroads (1957) - Bob Ford
- Telephone Time televisieserie - Prince Albert (Afl., The Consort, 1957)
- The Millionaire televisieserie - Jay Powers (Afl., The Jay Powers Story, 1956)
- Gunsmoke televisieserie - Cowboy (Afl., Cooter, 1956)
- Zane Grey Theater televisieserie - Johnny Adler (Afl., Courage Is a Gun, 1956)
- West Point televisieserie - Cadet Homoroff (Afl., The Operator and the Martinet, 1956)
- The Ten Commandments (1956) - Spearman/Hebrew at Golden Calf (Niet op aftiteling)
- Frontier televisieserie - Cliff (Afl., The Return of Jubal Dolan, 1956)
- Screen Directors Playhouse televisieserie - Archibald Parker (Afl., Bitter Waters, 1956)
- You Are There televisieserie - Soldier (Afl., The Heroism of Clara Barton (September 17, 1862), 1956)
- Medic televisieserie - Dr. Charles A. Leale (Afl., Black Friday, 1955)